# Ogilbia galapagosensis
Ogilbia galapagosensis là một loài cá trong họ Bythitidae. Chúng là loài đặc hữu của Ecuador.